# Olympische Winterspiele 1956/Bob – Viererbob (Männer)
Der Viererbob der Männer bei den Olympischen Winterspielen 1956 in Cortina d’Ampezzo bestand aus vier Läufen, von denen zwei am 3. und zwei am 4. Februar 1956 ausgetragen wurden. Austragungsort war die Pista Olimpica di Bob. Am Start waren 86 Teilnehmer aus 12 Ländern. Olympiasieger wurden die Schweizer Franz Kapus, Gottfried Diener, Robert Alt und Heinrich Angst mit einer Gesamtzeit von 5:10,44 Minuten. Die Silbermedaille holten Eugenio Monti, Ulrico Girardi, Renzo Alverà und Renato Mocellini aus Italien vor den US-Amerikanern Arthur Tyler, William Dodge, Thomas Butler und James Lamy, die die Bronzemedaille gewann.

## Titelträger
| Olympiasieger | Andreas Ostler Friedrich Kuhn Lorenz Nieberl Franz Kemser ( Deutschland) | Oslo 1952       | 5:10,44 min |
| Weltmeister   | Franz Kapus Gottfried Diener Robert Alt Heinrich Angst ( Schweiz)        | St. Moritz 1955 | 5:10,52 min |

## Ergebnisse
| Rang | Athleten                                                                  | Nation             | Lauf 1     | Lauf 1 | Lauf 2     | Lauf 2 | Lauf 3     | Lauf 3 | Lauf 4     | Lauf 4 | Gesamt     |
| Rang | Athleten                                                                  | Nation             | Zeit (min) | Rang   | Zeit (min) | Rang   | Zeit (min) | Rang   | Zeit (min) | Rang   | Zeit (min) |
| ---- | ------------------------------------------------------------------------- | ------------------ | ---------- | ------ | ---------- | ------ | ---------- | ------ | ---------- | ------ | ---------- |
| 001  | Franz Kapus Gottfried Diener Robert Alt Heinrich Angst                    | Schweiz            | 1:18,00    | 4      | 1:17,19    | 1      | 1:17,09    | 1      | 1:18,16    | 1      | 5:10,44    |
| 002  | Eugenio Monti Ulrico Girardi Renzo Alverà Renato Mocellini                | Italien            | 1:17,69    | 2      | 1:17,97    | 4      | 1:18,13    | 2      | 1:18,31    | 2      | 5:12,10    |
| 003  | Arthur Tyler William Dodge Thomas Butler James Lamy                       | Vereinigte Staaten | 1:17,75    | 3      | 1:17,87    | 3      | 1:18,25    | 3      | 1:18,52    | 3      | 5:12,39    |
| 004  | Max Angst Abi Gartmann Harry Warburton Rolf Gerber                        | Schweiz            | 1:17,41    | 1      | 1:17,85    | 2      | 1:18,68    | 5      | 1:20,33    | 9      | 5:14,27    |
| 005  | Dino De Martin Giovanni De Martin Giovanni Tabacchi Carlo Da Prà          | Italien            | 1:18,10    | 5      | 1:18,65    | 5      | 1:18,50    | 4      | 1:19,41    | 4      | 5:14,66    |
| 006  | Hans Rösch Michael Pössinger Lorenz Nieberl Sylvester Wackerle            | Deutschland        | 1:18,61    | 6      | 1:19,04    | 8      | 1:19,43    | 7      | 1:20,94    | 13     | 5:18,02    |
| 007  | Kurt Loserth Wilfried Thurner Karl Schwarzböck Frank Dominik              | Österreich         | 1:19,37    | 10     | 1:19,12    | 9      | 1:20,08    | 9      | 1:19,72    | 5      | 5:18,29    |
| 008  | Franz Schelle Jakob Nirschl Hans Henn Edmund Koller                       | Deutschland        | 1:19,03    | 9      | 1:18,84    | 7      | 1:19,31    | 6      | 1:21,32    | 15     | 5:18,50    |
| 009  | Alfonso de Portago Vicente Sartorius Gonzalo Taboada Luis Muñoz           | Spanien            | 1:18,87    | 7      | 1:19,27    | 10     | 1:21,37    | 17     | 1:19,98    | 6      | 5:19,49    |
| 010  | Karl Wagner Fritz Rursch Adolf Tonn Heinrich Isser                        | Österreich         | 1:19,60    | 11     | 1:20,74    | 17     | 1:19,98    | 8      | 1:20,30    | 8      | 5:20,62    |
| 011  | Arne Røgden Arnold Dyrdahl Odd Solli Trygve Brudevold                     | Norwegen           | 1:20,96    | 17     | 1:20,08    | 13     | 1:20,45    | 11     | 1:20,01    | 7      | 5:21,50    |
| 012  | Keith Schellenberg Rollo Brandt Ralph Raffles John Rainforth              | Großbritannien     | 1:21,39    | 20     | 1:18,73    | 6      | 1:20,42    | 10     | 1:21,58    | 16     | 5:22,12    |
| 013  | Kjell Holmström Sven Erbs Walter Aronson Jan de Man Lapidoth              | Schweden           | 1:20,58    | 14     | 1:20,32    | 15     | 1:21,15    | 15     | 1:21,13    | 14     | 5:23,18    |
| 014  | Heinrich Enea Dumitru Frățilă Nicolae Moiceanu Mărgărit Blăgescu          | Rumänien           | 1:21,53    | 21     | 1:20,58    | 16     | 1:20,64    | 12     | 1:20,44    | 10     | 5:23,19    |
| 015  | Stefan Ciapała Jerzy Olesiak Józef Szymański Aleksander Habela            | Polen              | 1:19,95    | 12     | 1:20,25    | 14     | 1:21,10    | 14     | 1:22,19    | 20     | 5:23,49    |
| 016  | Olle Axelson Ebbe Wallén Sune Skagerling Gunnar Åhs                       | Schweden           | 1:18,95    | 8      | 1:19,98    | 12     | 1:22,75    | 21     | 1:21,86    | 18     | 5:23,54    |
| 017  | Stuart Parkinson John Read Rodney Mann Christopher Williams               | Großbritannien     | 1:20,72    | 16     | 1:19,92    | 11     | 1:22,51    | 19     | 1:20,58    | 12     | 5:23,73    |
| 018  | André Robin Pierre Bouvier Jacques Panciroli Lucien Grosso                | Frankreich         | 1:20,00    | 13     | 1:21,25    | 19     | 1:20,95    | 13     | 1:21,63    | 17     | 5:23,83    |
| 019  | James Bickford Donald Jacques Larry McKillip Hubert Miller                | Vereinigte Staaten | 1:20,97    | 18     | 1:22,47    | 20     | 1:21,22    | 16     | 1:20,50    | 11     | 5:25,16    |
| 020  | Constantin Dragomir Vasile Panait Ion Staicu Gheorghe Moldoveanu          | Rumänien           | 1:21,21    | 19     | 1:21,22    | 18     | 1:22,37    | 18     | 1:23,03    | 21     | 5:27,83    |
| 021  | Aleksy Konieczny Zygmunt Konieczny Włodzimierz Źróbik Zbigniew Skowroński | Polen              | 1:20,64    | 15     | 1:23,13    | 21     | 1:22,52    | 20     | 1:22,11    | 19     | 5:28,40    |